# ALCO RSC-2
Тепловоз RSC-2 — шестиосный тепловоз выпускавшийся с 1946 года на заводе American Locomotive Company
Тепловоз строился на основе конструкции RS-2, но были добавлены две поддерживающие колёсные пары позволившие снизить осевую нагрузку локомотива.
Тепловоз имеет кузов капотного типа. На нём установлен четырёхтактный V-образный 12 цилиндровый дизельный двигатель мощностью 1500 л. с.
Испытания тепловоза были начаты в ноябре 1946 года на дороге Chicago, Milwaukee, St. Paul and Pacific Railroad.
Крупнейшими эксплуатантами этой серии тепловоза были дороги Union Pacific Railroad (10 секций), Chicago, Milwaukee, St. Paul and Pacific Railroad (22 секции), Seaboard Air Line Railroad (32 секции) и Португальская Comboios de Portugal (12 секций).
Тепловозы эксплуатирующиеся в Португалии в 1976 году были модернизированы: путём форсировки увеличена мощность дизеля с 1500 до 2000 л. с., увеличена конструкционная скорость до 120 км/ч.
Тепловозы эксплуатирующиеся в США долгие годы оставались в эксплуатации пока их не заменили тепловозы EMD SDL39. В Португалии до настоящего времени эксплуатируются 4 тепловоза RSC-2, 1 тепловоз сохранён в музее.